# Колено (Саратовская область)
Колено — село в Екатериновском районе Саратовской области России. Административный центр сельского поселения Коленовское муниципальное образование.

## География
Село находится на левом берегу реки Большой Аркадак на расстоянии примерно 23 километра на юго-запад от районного центра посёлка Екатериновка.

## История
Официальная дата основания- 1788 год. 
До упразднения уездно-губернского деления село Колено было волостным центром. Коленская волость была в составе Аткарского уезда Саратовской губернии.
В волостном селе была почтовая станция, трёхпрестольный ИоанноПредтеченский храм, с ноября 1901 года в нём служил будущий протоиерей Евгений Соколов. Храм был уничтожен местными жителями в 1930-х годах. Возле храма было захоронение членов семьи фон Минха, которое на настоящее время потеряно.
Было имение, купленном его отцом, у помещика Богданова — майором Николам Андреевичем фон Минхом, с 1843 года, жил получая домашнее образование Александр Николаевич фон Минх, будущий историк, краевед, этнограф, археолог, член императорского российского географического общества, один из основателей Саратовского научного краеведения. В ноябре 1905 года усадьба (имение) фон Минха была разграблена и сожжена бунтующими крестьянами, уничтожен господский дом, жилые и нежилые постройки, расхитили запасы хлеба, имущество, принадлежащее экономии, размер причиненного убытка составил 150 000 рублей, поэтому А. Н. фон Минх остался жить в Аткарске.

## Население
| 2002 | 2010 |
| ---- | ---- |
| 729  | ↘642 |

Постоянное население составило 729 человек (русские 96%) в 2002 году, 642 в 2010.

## Инфраструктура
Личное подсобное хозяйство с зоной сельскохозяйственного использования, индивидуальная застройка усадебного типа.
Коленовский сельский дом культуры. Средняя общеобразовательная школа

## Транспорт
Село доступно автотранспортом.  